# Trepča

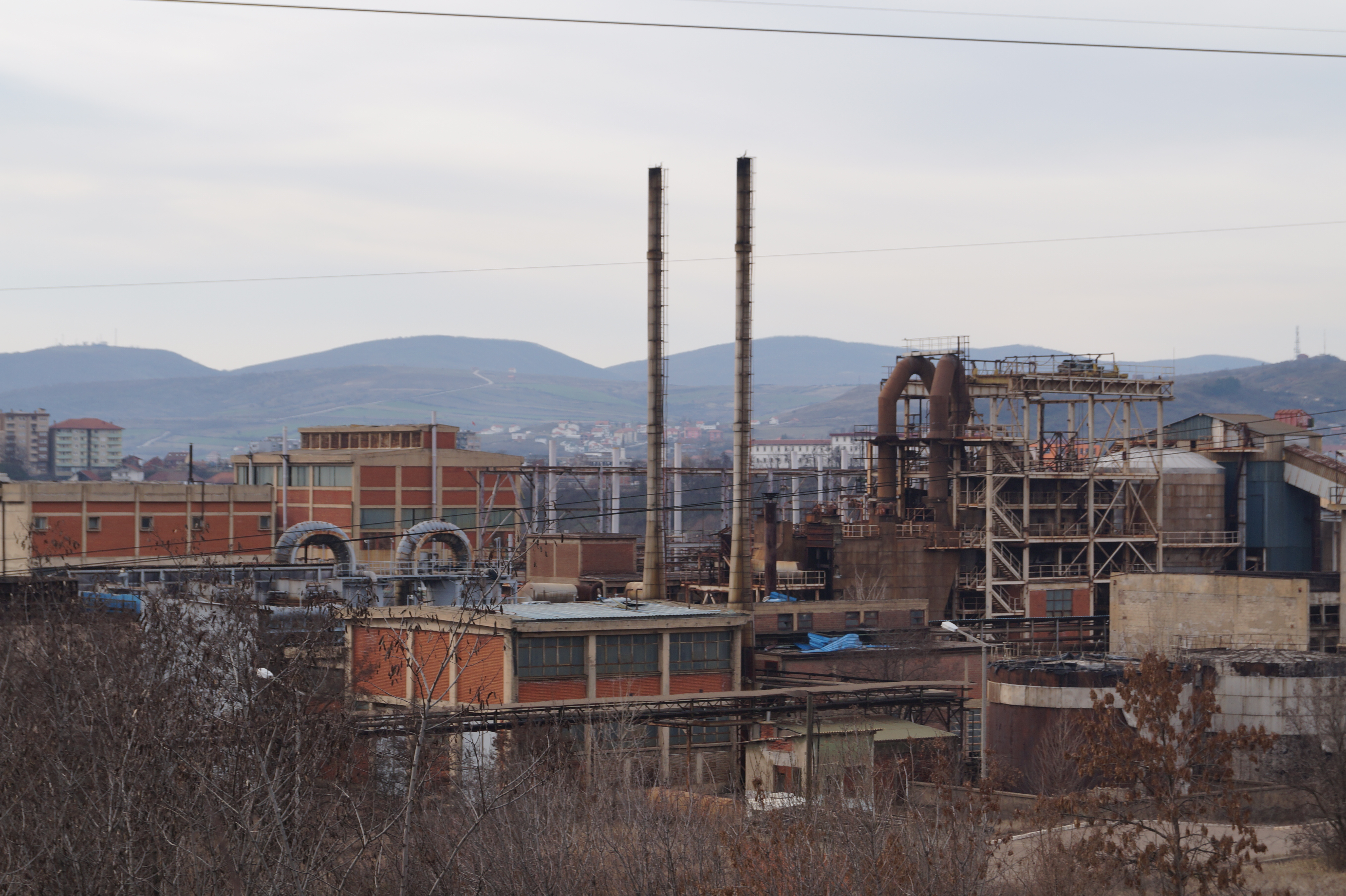
Průmyslové objekty v Trepči.

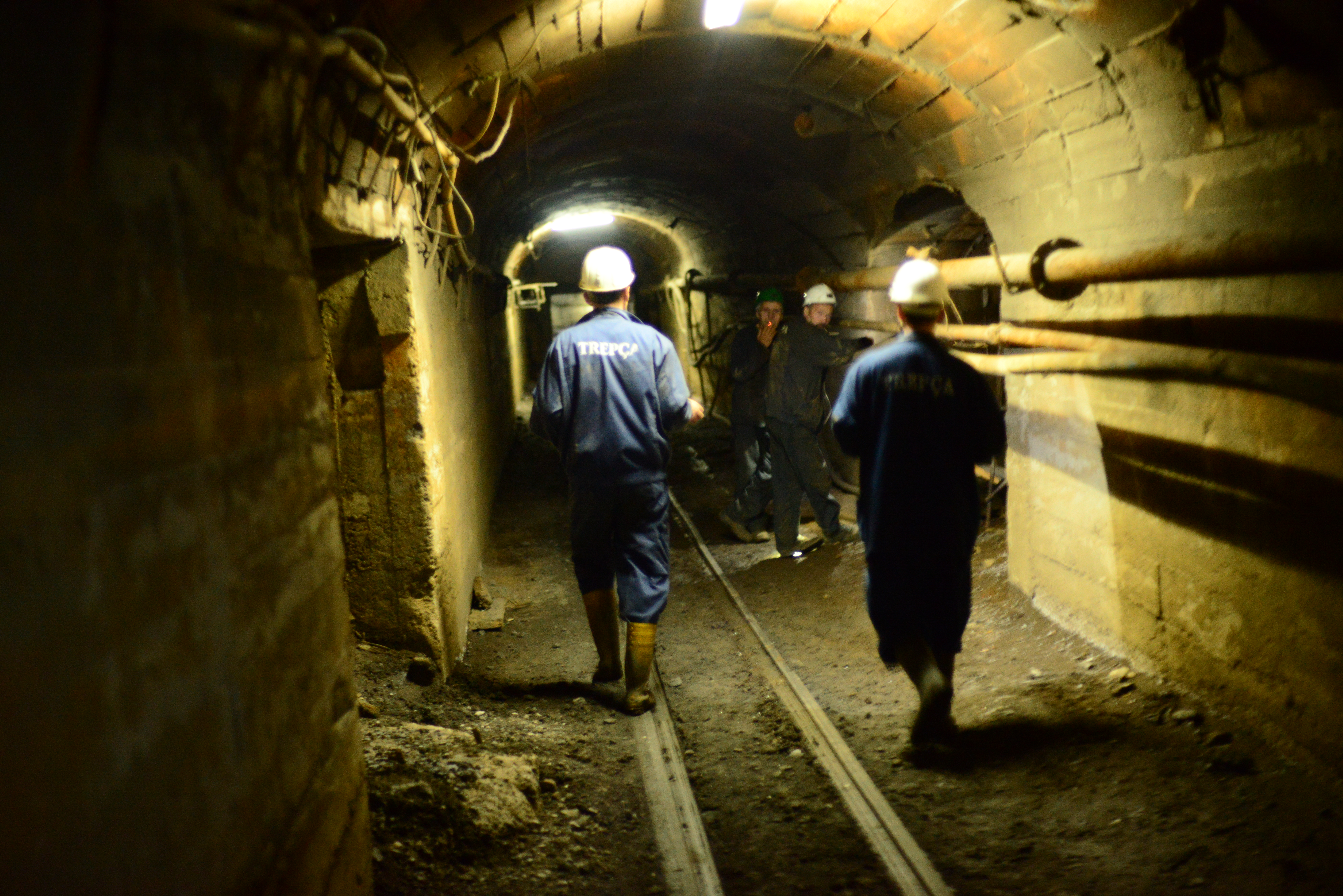
Tunely v dolech kombinátu Trepča.

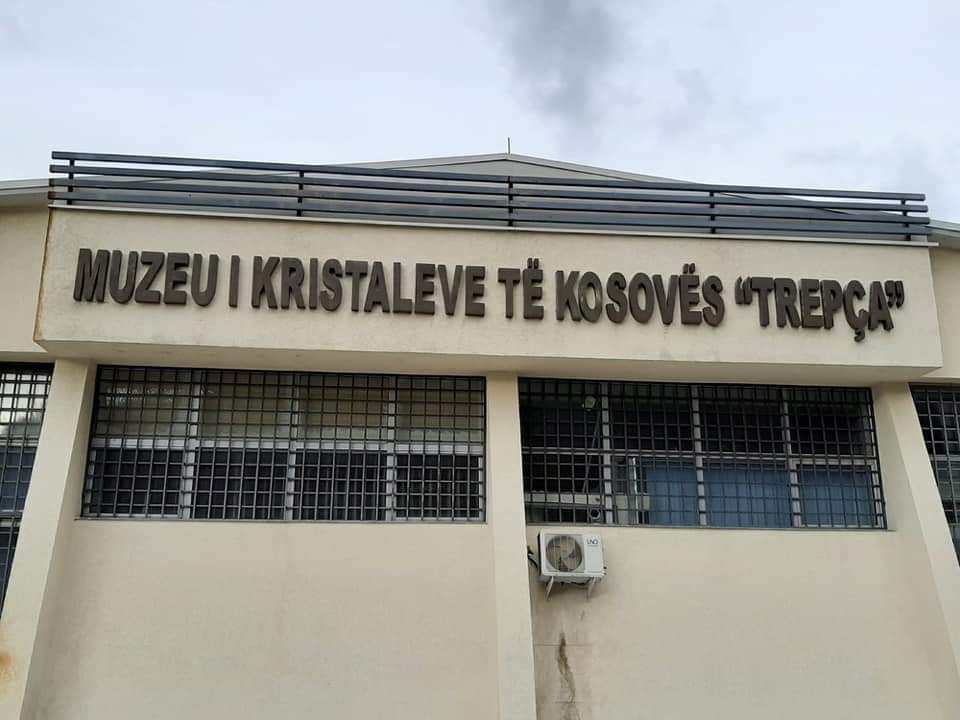
Podnikové muzeum.

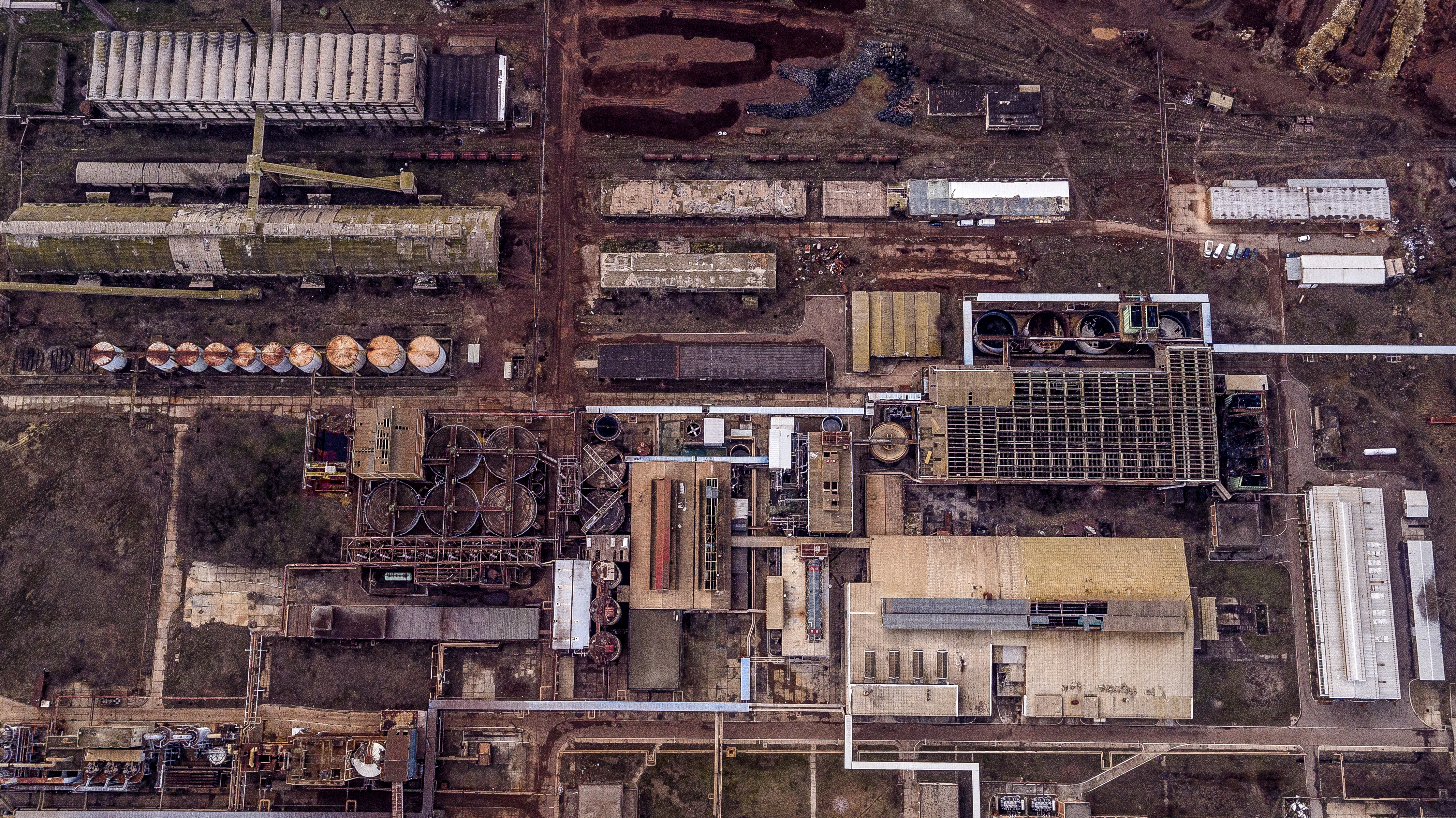
Letecký pohled na průmyslový areál.

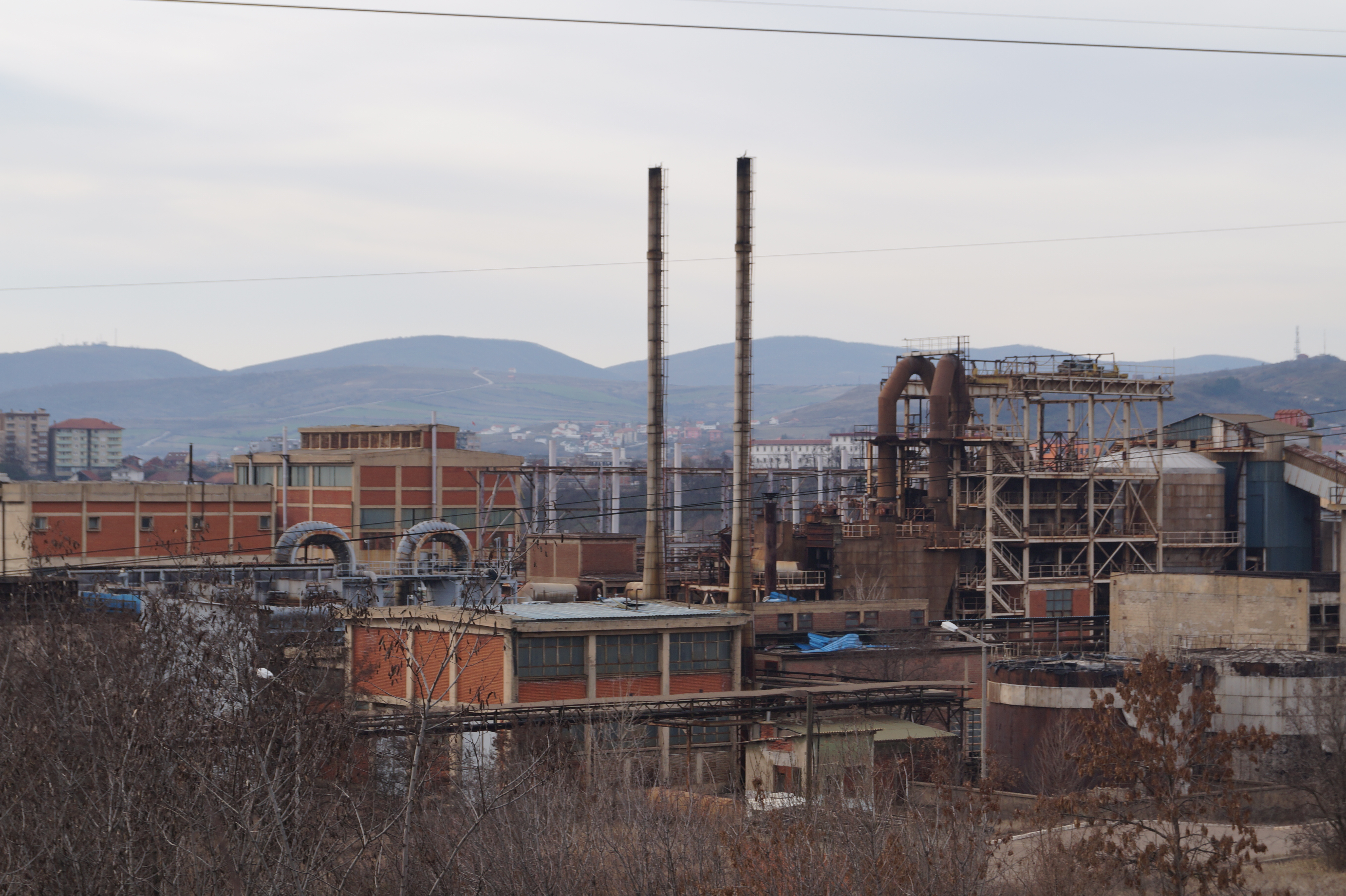
Průmyslový komplex.

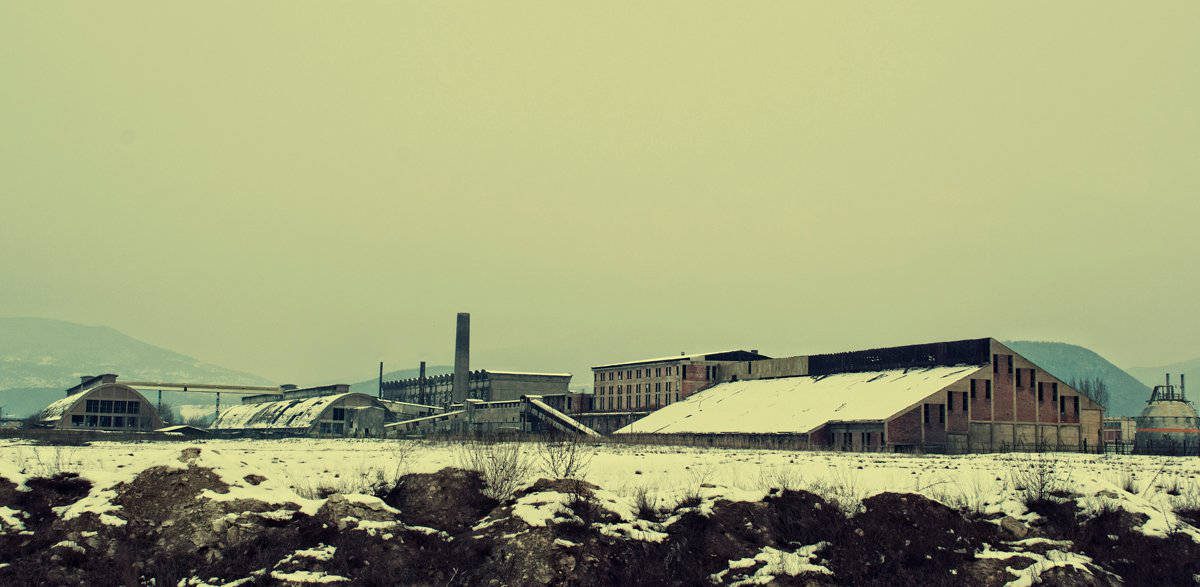
Průmyslový komplex.

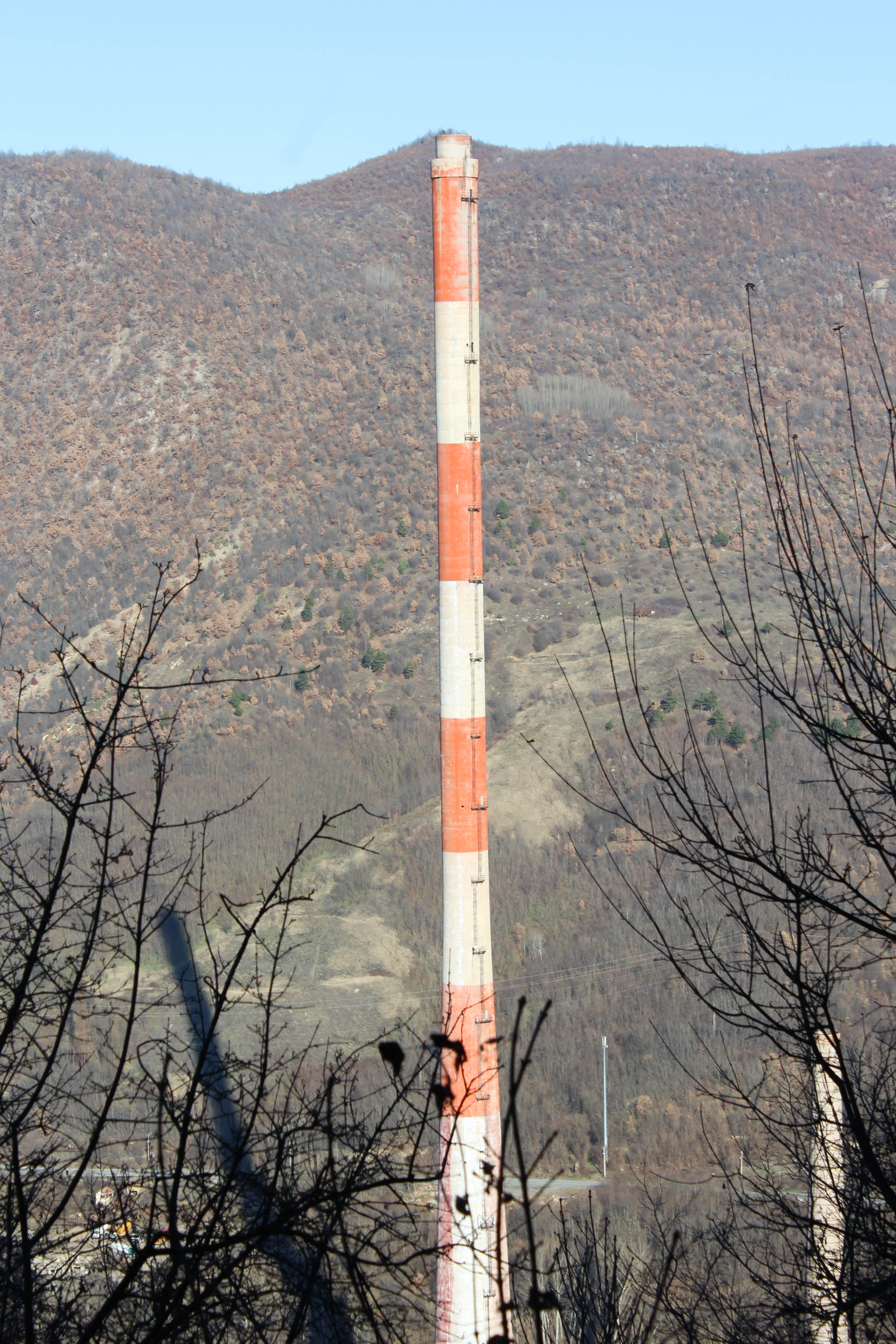
Komín místní slévárny olova.

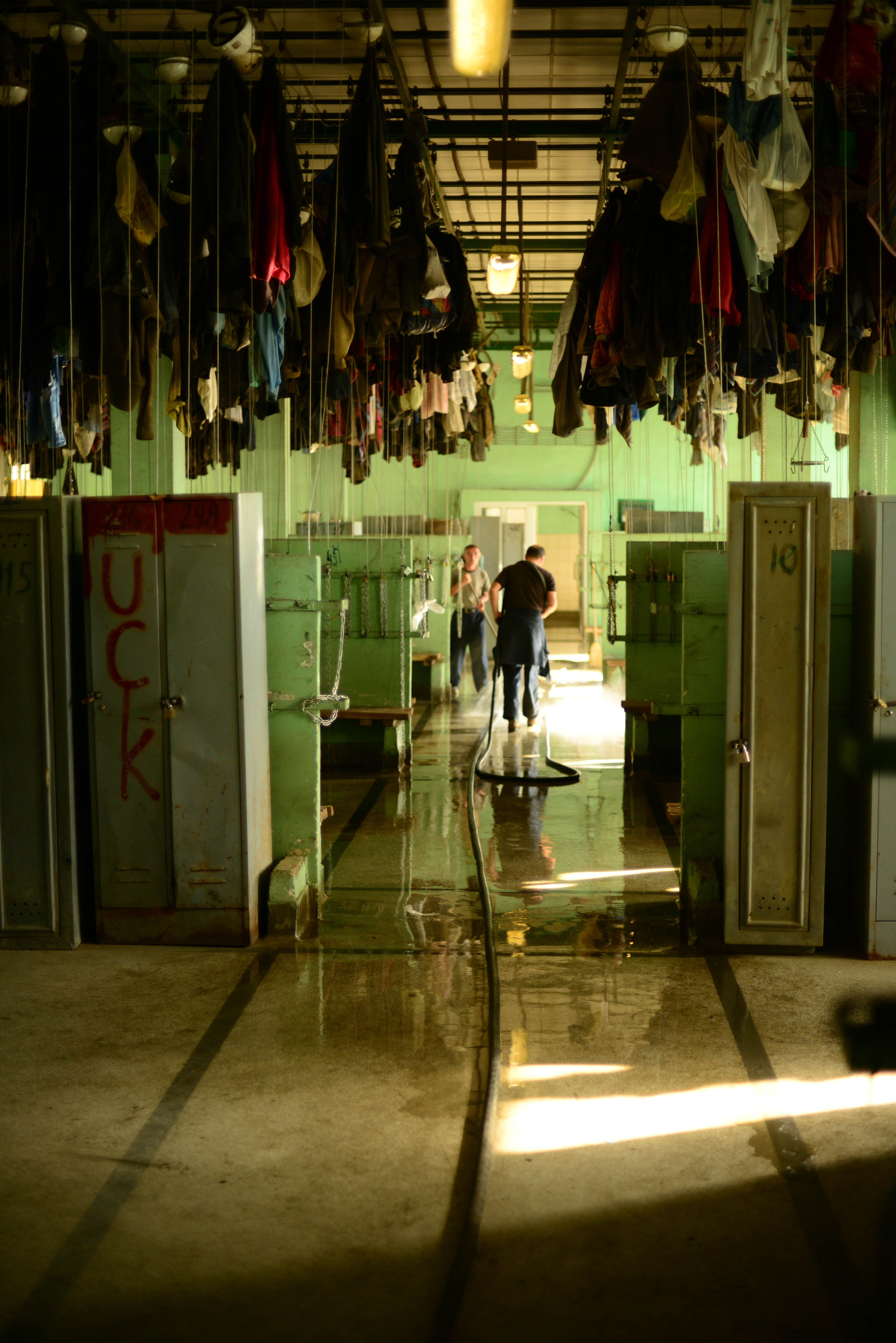
Prostor pro horníky.

Trepča (v srbské cyrilici Трепча, albánsky Trepça, v hybridní podobě též Trepç̌a) je hornicko-průmyslový komplex na severu Kosova. Ve své době patřil k největším zaměstnavatelům a průmyslovým podnikům na území socialistické Jugoslávie i Kosova. 

## Poloha
Areál se nachází v prostoru severně od Kosovské Mitrovice, v údolí řeky Ibar, na jižním předhůří pohoří Kopaonik. Obklopují jej vrcholy Majdan a Crni vrh.
Celý areál je rozdělen na tři části: 
- Severní část: Belo Brdo, Crnac a Žuta Prlina
- Střední část: Stari Trg
- Jižní část: Hajvalija, Novo Brdo a Kišnica

## Název
Název je albánského původu a pochází ze slov tre (tři) a poca, neboli pec. Označuje tři pece. V srbském jazyce obdobná etymologie nebyla dohledána, ačkoliv řada okolních toponym je právě slovanského, resp. srbského původu. Název pro lokalitu Stari trg je nicméně slovanského původu a nemá pro změnu ekvivalent albánský.

## Historie

### Středověk
V dobách středověku se již místní rudná bohatství využívala Těžba byla zahájena na konci 13. století za vlády srsbkého panovníka Štěpána Uroše II. Milutina a pokračovala s různými přestávkami až do století sedmnáctého.

### První polovina 20. století
Jugoslávská vláda po roce 1918 usilovala o využití nerostného bohatství odlehlejších částí země, doma však neexistoval kapitál ani technologie pro tuto těžbu. Proto se rozhodla o spolupráci se zahraniční společností. Po skončení první světové války byla ustanovena komise, která měla spočítat válečné škody v zemi. Člen této komise Alexandar Wray, si povšiml, že v lokalitě dnešní Trepči se vyvěrají vody, které nesou stopy sloučenin bohatých na rudy. V roce 1924 byl proveden geologický průzkum; jednalo se o součást řady průzkumů oblasti jižní části nového státu, kde neybly rudy těženy. Vzhledem k tomu, jaké bohatství bylo nalezeno, vznikla společnost Trepca Mines Limited. Její ředitelství se nacházelo v Londýně, pobočka v Bělehradě a ve Zvečanu. Společnost zaměstnala 2400 pracovníků, z čehož bylo také 19 geologických odborníků. Důl zaměstnal i odborníky srbského, resp. jugoslávského původu ze Severní Ameriky i odjinud. Vyrostla vesnička (dělnická kolonie) v anglickém stylu.
Moderní důl byl vybudován během 20. a 30. let za pomocí investice z Velké Británie. Společnost Trepca Mines Limited vybudovala nové štoly v nedaleké blízkosti středověkých dolů. Nezbytné bylo postavit v okolí potřebnou infrastrukturu, proto vznikla nová silnice z Kosovské Mitrovice. Do roku 1931 byla dokončena i železnice. Postavena byla i lanová dráha. V kombinátu bylo ročně zpracováno 600–700 tisíc tun rud ročně. Důl byl otevřen v roce 1930 za přítomnosti tehdejšího panovníka krále Alexandra, ministra lesnictví a premiéra. Tehdejší kapacita dolu měla činit 500 t za den a do roku 1932 byla zvýšena na 2000 tun za den. Samotná Jugoslávie veškeré zpracované rudy vyvážela, neboť produkce značně převyšovala velmi malou domácí potřebu.
Roku 1936 se uskutečnila v Trepči stávka, kterou zorganizovaly místní buňky komunistické strany. Roku 1939 zde byl vybudován 122 m vysoký komín, nejvyšší ve své době na celém Balkánském poloostrově. V roce 1940 byla dána (jen rok před vypuknutím války na území tehdejší Jugoslávie) do provozu i slévárna olova.
Během druhé světové války byl podnik klíčovým pro německé válečné úsilí a nebyl předán na rozdíl od většiny kosovského území okupované Albánii. Byly zde vyráběny akumulátory pro německé ponorky.

### Období socialistické Jugoslávie
Po roce 1945 byl původní podnik znárodněn a značně rozšířen. Původní kombinát dostával suroviny z celkem devíti dolů, které se nacházely v jeho blízkosti. Nové slévárny pak byly zbudovány ve Zvečanu a Kosovské Mitrovici. Pro jugoslávskou vládu, která během prvního pětiletého plánu zamýšlela zprůmyslnit celou zemi, byl podnik v nerozvinutém Kosovu přímo klíčový. Proto byly investovány značné prostředky do jeho rozvoje. V jugoslávských novinách byly časté příběhy o údernících z dolů v Trepči. Nové závody byly budovány v letech 1950 až 1952. V druhém plánu měl význam rozvoje Trepči i regionální rozměr, neboť umožnil industrializaci Kosova, které bylo po druhé světové válce periferní a silně nerozvinutou oblastí.
Po jistou dobu představoval jeho ekonomický výkon až 70 % hrubého domácího produktu celé autonomní oblasti.[zdroj?] Před rozpadem země zaměstnávala Trepča 22 000 lidí. Zahrnoval čtyřicet závodů a některé se nacházely i mimo Kosovo, například v Černé Hoře.
Vysoký počet pracovníků znamenal pro nedaleká města Zvečan a Kosovska Mitrovica nebývalý růst z ekonomického i populačního hlediska. Ve snaze propagovat mnohonárodnost používal někdy celý podnik označení Trepç̌a odkazující na srbský i albánský pravopis dohromady.
Přestože se jednalo o ohromný podnik, byl ve své podstatě ztrátový a technologicky zastaralý. Jugoslávská vláda ani samotný kombinát Trepča nebyl finančně schopen modernizovat provoz a uskutečnit nezbytné investice.
Do roku 1990 se těžba prováděla na patnácti těžebních patrech, tedy až do hloubky 745 metrů. Roční produkce se pohybovala okolo půl milionu tunel. Nejvyšší množství rudy bylo vyprodukováno v roce 1984, a to 705 000 tun. Ke konci existence Jugoslávie se zvyšovala těžba železné rudy a klesala mírně těžba zinku. V roce 1985 byla Trepča největším závodem svého druhu v Evropě a pátým na světě. Produkty z místního kombinátu byly vyváženy do celého světa.
Důl, resp. jeho pracovní kolektiv, byl nositelem cena AVNOJe. Při kombinátu bylo zřízeno také muzeum s bohatými sbírkami nalezených minerálů.

### Stávka, rozpad země a válka
V únoru 1989 zde došlo ke stávce horníků, která se jako generální stávka rozšířila na území celého Kosova. Následně federální vláda rozhodla o vyhlášení výjimečného stavu. Do autonomní oblasti byla vyslána armáda stávka byla rozpuštěna silou. Stávka rezonovala v celé jugoslávské společnosti; zatímco političtí představitelé Slovinska a Chorvatska vyjádřili podporu stávkujícím<, v Bělehradě se demonstrovalo proti stávce. Po následném faktickém zrušení kosovské autonomie byla přijímána politická rozhodnutí o chodu podniku, a to i v sestavách pracovníků v dole, což vedlo k tomu, že řada horníků a jiných pracujících albánské národnosti byla propuštěna. Nespokojenost mezi místními byla patrná již dlouhodobě, kdy bylo používáno oblíbené jugoslávské heslo v podobě Trepča pracuje a Bělehrad se staví (srbsky Trepča radi a Beograd se gradi).
V 90. letech 20. století komplex, především jeho jižní část, chátrala. Slobodan Milošević jmenoval za vedoucího závodu Novaka Bjeliće; pokus o privatizaci podniku nebyl úspěšný. Došlo k jeho postupné destrukci a také rozkradení vybavení. Tyto skutečnosti měly za následek kontaminaci životního prostředí používanými chemikáliemi. Vykradeno bylo také podnikové muzeum s řadou vzácných minerálů.
V roce 1999 zde docházelo ke střetům mezi srbskými a albánskými ozbrojenci. O rok později byl kombinát uzavřen. Příchod mezinárodní správy UNMIK zde doprovázel chaos a další plundrování areálu. V oblastech, které drželi srbští ozbrojenci nicméně provoz závodu pokračoval. Těžba probíhala v 9 z 14 dolů, v 6 z 8 flotačních závodech, v 1 ze dvou metalurgických podniků a v provozu bylo 9 ze 17 továren, čímž bylo možné udržet 70 % kapacity podniku v provozu. Toto bylo uskutečněno proti rozhodnutí UNMIK, což následně donutilo představitele mezinárodní správy odpojit severní část dolů od elektřiny; následně byla z centrálního Srbska zavedeno alternativní vedení, které umožnilo udržet závod v provozu. Vzhledem k očekávanému vniknutí do areálu ze strany UNMIK pracovníci závodu provizorně areál opevnili. Dne 14. srpna 2000 američtí vojáci obsadili severní část areálu. 
V roce 2001 byly odhadnuty zásoby rud na 29 milionů tun, z čehož bylo 3,4 až 3,45 % (téměř milion tun) olova, dále 2,23 % až 2,36 % tun zinku a 74 to 81 g/t zlata.
V roce 1999 byly v lokalitách Žitkovac, Kablare a Česmin Lug vytvořeny uprchlické tábory. Umístěni sem byli Romové, Aškalové a Balkánští Egypťané. Pobývalo zde 300 romských rodin. V roce 2001 byl provoz tábora Česmin Lug převeden na dočasnou správu OSN (UNMIK). V červnu až říjnu 2004 bylo zjištěno Světovou zdravotnickou organizací, že třetina dětí, které zde pobývali měla po vyšetření zvýšenou hladinu olova v krvi. U dvanácti dětí se jednalo o velmi vysoké množství olova. WHO následně žádala o urgentní přemístění rodin. V roce 2006 byly tábory uzavřeny. Následně byl postaven náhradní tábor nedaleko za pomoci západoevropských zemí. Ten se však ukázal být také zamořený toxickými látkami a byl uzavřen v roce 2010. 

### Trepča v nezávislém Kosovu
Již před vyhlášením nezávislosti Kosova v roce 2008 se důl stal předmětem sporů mezi vládou v Bělehradě a vládou v Prištině. Po jistou dobu byl rozdělen mezi dvě firmy; Trepča sever, který spravovali Srbové, a Trepča jih, který měl albánské vedení. 
Celý komplex trpí zastaralostí používaného vybavení a poškozuje životní prostředí v povodí řeky Ibar. Předpokládá se, že do dolu by bylo nezbytné investovat několik milionů USD v průběhu následujících let, tak aby bylo možné celý komplex znovu zprovoznit v plné kapacitě. Jižní část Trepči dostala pod správu po UNMIKu Kosovská privatizační agentura. V roce 2005 došlo k havárii, kterou se podařilo napravit až po několika letech. V témže roce zde byl po válce obnoven částečně provoz.
Přestože do války v Kosovu byla pilířem hospodářství autonomní oblasti, nikdy se nepodařilo obnovit provoz Trepči v rozsahu, aby bylo možné její roli navrátit. Vinu na této skutečnosti kromě války a zastaralosti areálu ale také nese změna hospodářské struktury v regionu a odklon od průmyslu a příklon k hospodářství služeb. Značné jsou také nahromaděné ekologické škody, které celý kombinát v minulosti způsobil.
V roce 2017 byla v provozu také severní část celého podniku a závody ve městě Leposavić. Dnes obě části Trepči zaměstnávají každá okolo tisíce pracovníků (na severu srbských a na jihu albánských).
V roce 2019 byla Trepča zapsána jako akciová společnost O tři roky později bylo její vlastnictví následující: z 80 % kosovská vláda a z 20 % zaměstnanci podniku. Tuto strukturu předpokládal zákon, který přijala Skupština Kosova v roce 2016. Tento krok byl kritizován ze strany srbské vlády.
Těžba probíhala v dole Stari Trg a dále v dole Novo Brdo; zinková ruda se vyvážela na evropské trhy. Množství vytěžené rudy se v 3. dekádě 21. století pomalu zvyšovalo a v roce 2022 mělo dle plánů překročit 200 000 tun. Tehdy se důl začal dostávat také do černých čísel.

## Těžba
V kombinátu byly těženy a zpracovávány olověné a zinkové rudy. Těžila se také železná ruda a zlato. Byla největším dolem na galenit v tehdejší Jugoslávii. Našlo se zde několik desítek druhů rud a minerálů. 
Před rozpadem Jugoslávie byla produkce rud následující:
|      | Stari Trg | Kišnica a Novo Brdo | Severní část | Ruda      | Olovo (%) | Zinek (%) |
| ---- | --------- | ------------------- | ------------ | --------- | --------- | --------- |
| 1975 | 636 700   | 717 398             | 353 226      | 1 707 324 | 4.57%     | 4.43%     |
| 1976 | 658 355   | 734 706             | 359 656      | 1 752 717 | 4.30%     | 4.39%     |
| 1977 | 671 758   | 821 322             | 374 591      | 1 867 671 | 4.32%     | 4.18%     |
| 1978 | 603 187   | 796 003             | 359 052      | 1 758 242 | 4.27%     | 4.08%     |
| 1979 | 674 801   | 786 654             | 362 586      | 1 824 041 | 4.23%     | 3.82%     |
| 1980 | 668 418   | 882 605             | 376 031      | 1 927 054 | 3.82%     | 3.54%     |
| 1981 | 696 216   | 840 508             | 383 285      | 1 920 009 | 3.77%     | 3.18%     |
| 1982 | 628 037   | 852 979             | 402 606      | 1 883 622 | 3.49%     | 3.24%     |
| 1983 | 672 262   | 710 797             | 354 907      | 1 737 966 | 3.58%     | 3.29%     |
| 1984 | 702 724   | 718 708             | 371 089      | 1 792 521 | 3.36%     | 2.95%     |
| 1985 | 687 558   | 582 002             | 340 388      | 1 609 948 | 3.45%     | 3.02%     |
| 1986 | 647 078   | 523 351             | 297 409      | 1 467 838 | 3.51%     | 3.03%     |
| 1987 | 636 935   | 527 930             | 267 281      | 1 432 146 | 3.73%     | 3.00%     |
| 1988 | 571 618   | 442 664             | 264 857      | 1 279 139 | 3.51%     | 3.26%     |
| 1989 | 368 573   | 413 244             | 237 028      | 1 018 845 | 3.54%     | 3.33%     |
| 1990 | 204 570   | 298 143             | 217 755      | 720 468   | 3.03%     | 3.16%     |
| 1991 | 206 489   | 177 553             | 105 322      | 489 364   | 3.84%     | 4.14%     |
| 1992 | 134 946   | 62 449              | 90 020       | 287 415   | 4.15%     | 3.79%     |
| 1993 | 48 612    | 22 953              | 26 437       | 98 002    | 4.04%     | 4.39%     |
| 1994 | 32 475    | 26 125              | 13 663       | 72 263    | 3.24%     | 3.89%     |
| 1995 | 125 761   | 47 566              | 86 448       | 259 775   | 4.02%     | 4.35%     |
| 1996 | 181 809   | 102 641             | 111 225      | 395 675   | 4.39%     | 5.25%     |
| 1997 | 257 888   | 117 201             | 138 881      | 513 970   | 3.27%     | 4.97%     |
| 1998 | 311 315   | 143 178             | 178 365      | 632 858   | 3.00%     | 2.97%     |
| 1999 | 87 296    | 49 490              | 105 640      | 242 426   | 2.60%     | 1.72%     |
| 2000 | 0         | 0                   | 28 321       | 28 321    | 6.92%     | 3.43%     |